# بريندا هاتفيلد
بريندا هاتفيلد (بالإنجليزية: Brenda Hatfield)‏ هي مسؤولة أمريكية، ولدت في 26 يوليو 1943 في نيو أورلينز في الولايات المتحدة.